# Guaxupé (ort)
Guaxupé är en ort i Brasilien.   Den ligger i kommunen Guaxupé och delstaten Minas Gerais, i den sydöstra delen av landet, 600 km söder om huvudstaden Brasília. Guaxupé ligger 858 meter över havet och antalet invånare är 47 889.
Terrängen runt Guaxupé är platt åt sydväst, men åt nordost är den kuperad. Guaxupé är det största samhället i trakten.
Omgivningarna runt Guaxupé är en mosaik av jordbruksmark och naturlig växtlighet. Runt Guaxupé är det ganska tätbefolkat, med 155 invånare per kvadratkilometer.